# Kemendollár
Kemendollár là một thị trấn thuộc hạt Zala, Hungary. Thị trấn này có diện tích 16,07 km², dân số năm 2010 là 521 người, mật độ 32 người/km².